# Разделение МХАТа
Разделение МХАТа, также раздел МХАТа, раскол МХАТа, — событие, произошедшее в 1987 году, когда Московский Художественный академический театр СССР имени М. Горького был разделён на два театра, сейчас известные как МХТ имени Чехова и МХАТ имени Горького.
Ставший следствием глубокого творческого и организационного кризиса, процесс разделения отличался драматизмом и высоким накалом страстей; последствия раздела долго отзывались в театральной среде, его результаты оцениваются неоднозначно. По мнению театрального критика А. Смелянского, раскол МХАТа пришёлся на время сильнейшего кризиса основополагающей для России XX века идеи «театра-дома», «театра-храма».

## Предпосылки

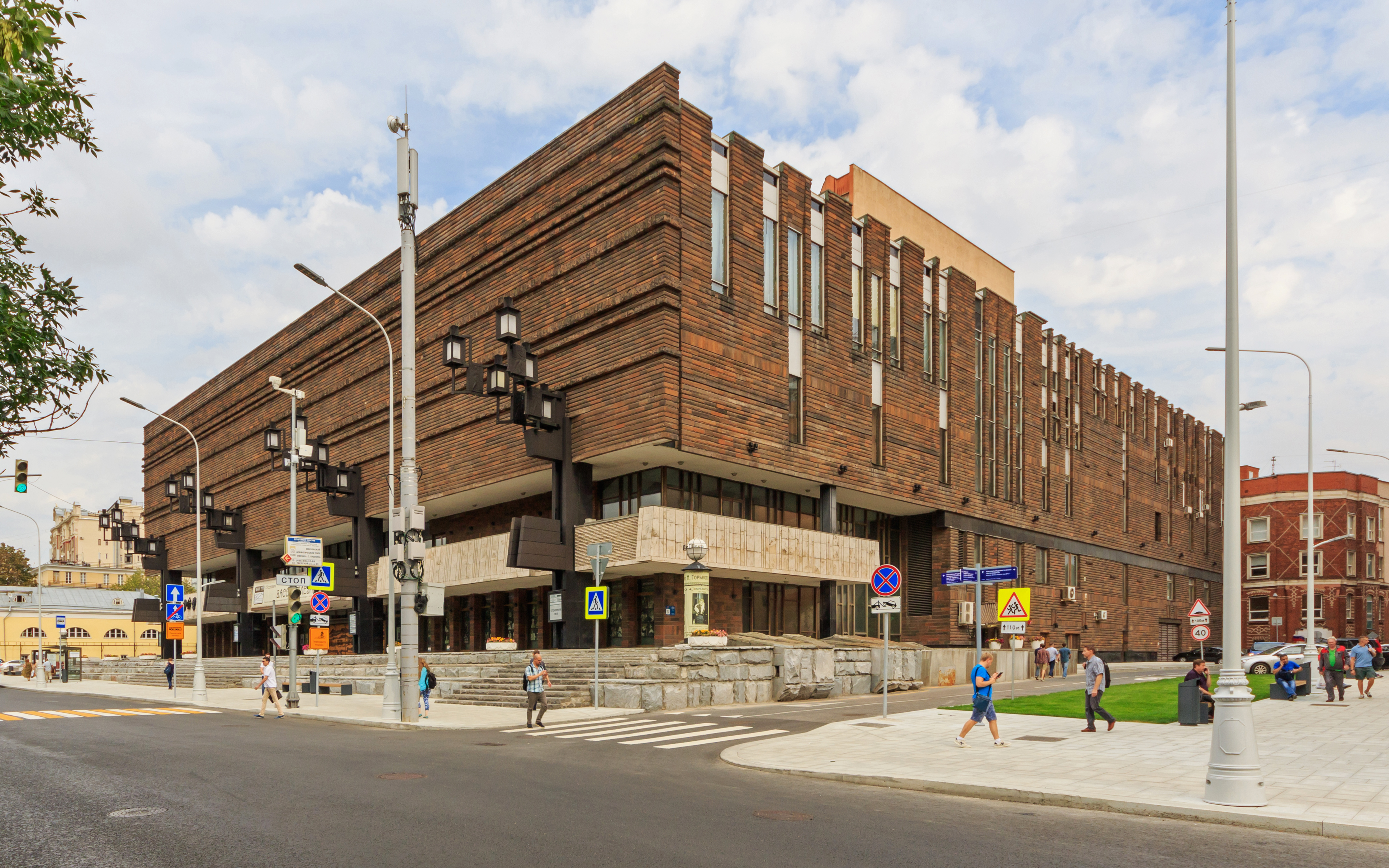
Здание МХАТа имени Горького

Московский Художественный академический театр Союза ССР считался главным драматическим театром Советской страны. К концу 1960-х годов театр оказался в сложном положении: был налицо кризис репертуара, непомерно большая труппа в полторы сотни актёров не позволяла многим из них быть полноценно занятыми в спектаклях, это порождало раскол труппы на группировки, внутреннюю борьбу в ней, ухудшились сборы, зрительный зал заполняли, в основном, «гости столицы».
Для исправления положения в 1970 году по предложению старейших актёров труппы Министерством культуры СССР на пост главного режиссёра театра был назначен Олег Ефремов, в прошлом выпускник Школы-студии МХАТ, на то время — создатель и художественный руководитель театра «Современник». Против нового главного режиссёра сразу категорически выступил Борис Ливанов.
Среди мер, предпринятых Ефремовым, было приглашение во МХАТ новых актёров со стороны (Евгений Евстигнеев (1971), Екатерина Васильева (1973), Андрей Попов (1974), Иннокентий Смоктуновский (1976), Юрий Богатырёв (1977), Ия Саввина (1977), Анастасия Вертинская (1980), Олег Табаков (1983), Олег Борисов (1983)), допуск к постановкам новых режиссёров (Анатолий Эфрос, Кама Гинкас, Марк Розовский, Роман Виктюк, Лев Додин, Темур Чхеидзе, Анатолий Васильев). Однако преодолеть внутренние проблемы театра так и не удалось, попытки найти компромиссы приводили к снижению художественного уровня постановок, появлению проходных работ.
30 апреля 1985 года спектакль «Дядя Ваня» в театре посетил Генеральный секретарь ЦК КПСС Михаил Горбачёв, вскоре в телефонном разговоре предложивший Олегу Ефремову «наш маховик раскручивать». Поняв, что имеет поддержку в верхах власти, Ефремов приступил к осуществлению давно вынашиваемого плана — избавиться от актёров, не устраивавших его или по творческим, или по идеологическим качествам. К этому времени у театра было три сцены — в проезде Художественного Театра, на улице Москвина и на Тверском бульваре — и занять 150 человек актёрского состава вполне удавалось, распределив их по 50 на каждую. Объективно радикального сокращения труппы не требовалось. В то время увольнениям препятствовал бы и КЗОТ.

## Разделение театра
24 марта 1987 года Ефремов обратился к труппе со словами о невозможности дальнейшего совместного существования: «В существующих организационных условиях, в обстановке творческой глухоты и безделья многих актёров идея Художественного театра не может дальше развиваться. Больше скажу: ей угрожает гибель». Он предложил реорганизацию театра, сохраняющую труппу, — разделив её на автономные части, задействовать оба здания театра, комбинируя актёрские составы для разных постановок. По мнению Ефремова, это могло оживить коллектив и вернуть настроение «студийности». Однако на общем собрании труппы большинство актёров проголосовало против этого проекта. По свидетельству А. Смелянского, внятного плана сосуществования двух трупп у Ефремова и не было. По воспоминаниям заведующего в конце 1980-х труппой театра Евгения Новикова, ходили слухи о решении Ефремова ввести основной, вспомогательный и переменный составы, перевести часть актёров на хозрасчет (поставив их зарплату в зависимость от количества сыгранных спектаклей).
Многодневные обсуждения сложившегося положения приводили к скандалам и закончились расколом. Почти все мхатовские «звёзды» (Калягин, Саввина, Смоктуновский, Табаков) выразили желание продолжать сотрудничество с Ефремовым (открыто выступили в его защиту около 40 человек), их поддержали драматурги Михаил Рощин и Михаил Шатров, либеральная пресса. Александр Гельман, утверждая, что разделить театр очень просто, достал лист бумаги и на глазах у всех порвал его : «Да очень просто! Чик — и готово!»
Другую сторону возглавила народная артистка СССР Татьяна Доронина, возвратившаяся во МХАТ в 1983 году по приглашению Ефремова, но главных ролей в театре не получившая. Возглавить несогласных с ефремовскими планами реформирования театра ей предложил актёр Юрий Пузырёв, она не возражала. В интервью 2015 года она говорила, что «Есть люди, которых я не прощаю. И я не прощаю разделение художественного театра. Никакого раскола не было, потому что труппа целиком проголосовала против разделения, но несмотря на это, силовым приемом, очень грубым, подписанным министерством и с подачей Шатрова, Гельмана, Смелянского, за подписью Ефремова, было определено и явилось насилием над театром, в результате чего произошла просто трагедия».
Единый прежде театр разделился на два, очень разных, но с одинаковыми названиями — МХАТ. Раздел был утверждён приказом № 383, подписанным министром культуры СССР Василием Захаровым.

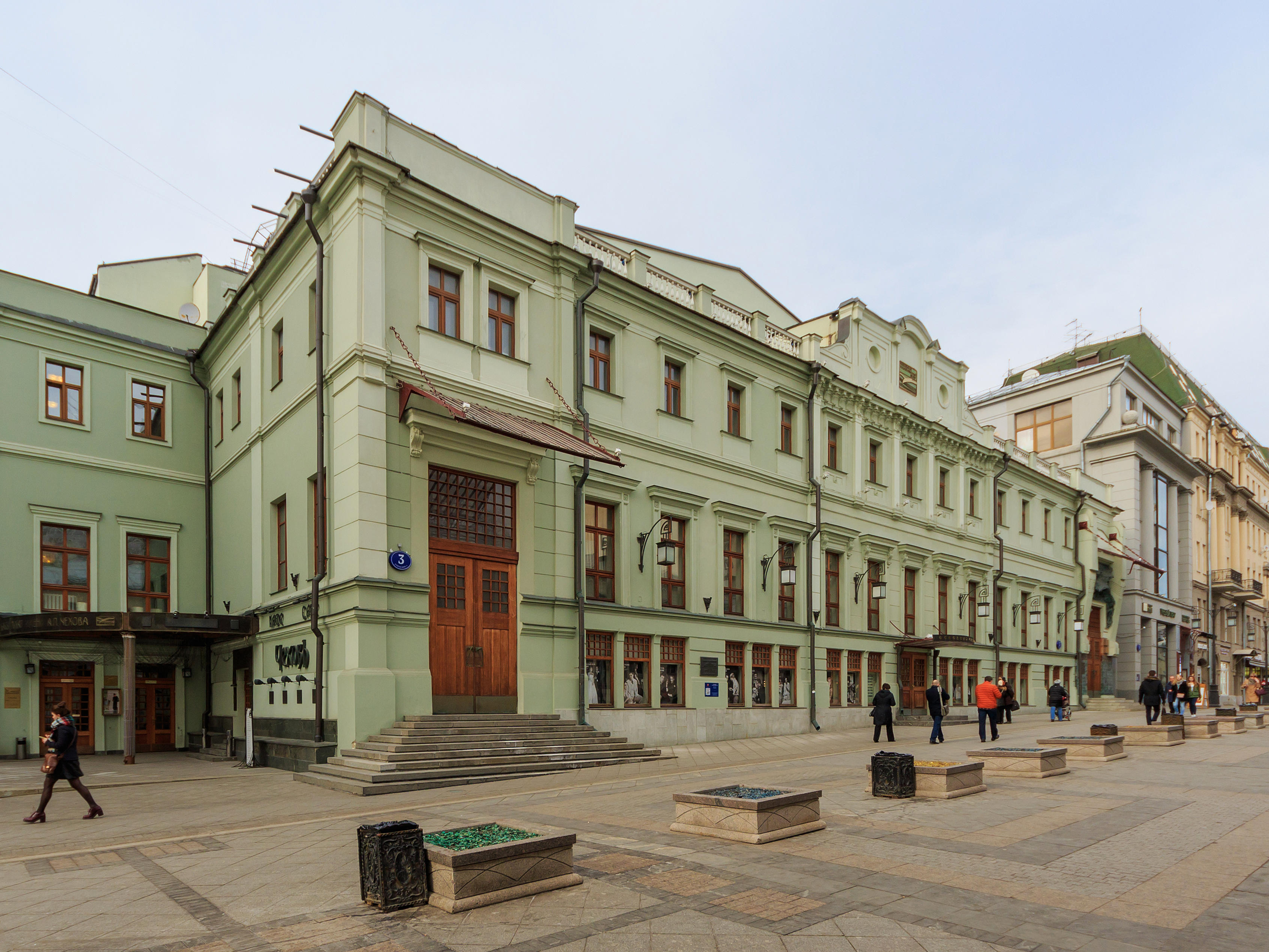
Здание МХТ имени Чехова

Ефремовский театр занял старое здание театра в Камергерском переулке (тогда — проезд Художественного театра), он сохранил верность классике и современности в реалистических традициях и через два года получил имя Чехова, а из названия было убрано слово «академический». С Ефремовым в этом театре в разные годы работали Иннокентий Смоктуновский, Евгений Евстигнеев, Анастасия Вертинская, Елена Проклова, Пётр Щербаков, Олег Борисов, Юрий Богатырёв, Ангелина Степанова, Софья Пилявская, Екатерина Васильева, Всеволод Давыдов, Роман Козак, Станислав Любшин, Олег Табаков, Михаил Ефремов, Анатолий Жарков, Александр Калягин, Татьяна Лаврова, Ирина Мирошниченко, Андрей Мягков, Вячеслав Невинный, Нина Гуляева, Ия Саввина, Наталья Тенякова, Александр Феклистов, Евгений Киндинов и др.
Доронинский театр разместился в «новом» (построенном в 1972 году) здании на Тверском бульваре и со временем стал оппозиционно-патриотичным (по мнению многих критиков — архаичным); его будут называть «женским», а театр в Камергерском переулке — «мужским». Основу труппы в разные годы составляли Михаил Болдуман, Всеволод Санаев, Алексей Баталов, Михаил Козаков, Светлана Крючкова, Дмитрий Золотухин, Георгий Бурков, Тамара Акулова, Всеволод Абдулов, Юрий Горобец, Анастасия Георгиевская, Светлана Коркошко, Аристарх Ливанов, Леонид Губанов, Михаил Зимин, Всеволод Шиловский и др.

## Более поздние оценки разделения театра
Последующие годы и Ефремов, и Доронина обходили этот конфликт молчанием, единственный инцидент с интервью Дорониной американской газете с резко негативными характеристиками позиции Ефремова при разделении театра (возможно, истинные высказывания были искажены при публикации) удалось «погасить». В 1990 году в интервью журналу «Советский экран» пользу от раскола театра для МХАТа Ефремов оценивал осторожно: «…Раскол всё равно был необходим, потому что неестественна труппа до двухсот человек — это уже не театр… В этом смысле всё, что произошло, правильно. Ведь не зря же мне пришлось в переполненный театр приглашать таких артистов, как Смоктуновский, Евстигнеев, Борисов, Калягин. То есть надо было создавать поколение, адекватное по талантам, творческим возможностям знаменитым мхатовским „старикам“. Иначе образовывался вакуум…». В 1990-х годах это событие воспринималось бы уже, по мнению Ефремова, как нечто абсолютно естественное.
Доронина же осталась категорически не согласна с разделением. По её мнению, за единство труппы стоял весь коллектив театра, исключение составляли лишь «15 человек, которые и мхатовцами-то не были, а пришли в театр со стороны… И это единство разделять нельзя было. Так же как нельзя было разделять нашу страну. Но нашлись люди и в театре, и в государстве, которые воспользовались нашим непротивлением, нашим христианским смирением — и получили свои дивиденды. Был запланированный раскол театра так же, как был запланированный, срежиссированный развал страны».
Тяжело пережил кризис Олег Табаков. В интервью 2010 года он говорил, что даже сейчас ему больно об этом вспоминать, при этом он отметил, что «надо поклониться Татьяне Дорониной: она приняла отвергнутых, ни один артист в тот момент не оказался на улице. Заслуживающий уважения поступок!».
По мнению В. Давыдова, вся творческая биография которого была связана с МХАТом, «…театры оба остались, спектакли шли, актёры играли, но уже ничего от Художественного театра не осталось, а в историческом здании после десятилетней реконструкции была уничтожена даже вся закулисная атмосфера…»